# Ion Luchianov
Ion Luchianov (ur. 31 stycznia 1981 w Criuleni) – mołdawski lekkoatleta, specjalizujący się w biegu na 3000 metrów z przeszkodami okazjonalnie startujący także na innych dystansach.
Na dużych międzynarodowych imprezach zadebiutował w 1999 i 2000 roku kiedy to odpowiednio biegał w finałach mistrzostw Europy juniorów oraz mistrzostw świata juniorów. W 2003 był szósty na czempionacie Starego Kontynentu młodzieżowców oraz piąty na uniwersjadzie. Odpadł w eliminacjach na igrzyskach olimpijskich w Atenach (2004). Pierwszy duży sukces odniósł w 2005 kiedy to został wicemistrzem uniwersjady. Bez powodzenia startował na mistrzostwa Europy w 2006. Rok później, podczas kolejnej edycji uniwersjady zdobył brązowy medal. Dotarł do finału, w którym zajął dwunaste miejsce, na igrzyskach olimpijskich w 2008 w Pekinie. Złoty medalista uniwersjady i uczestnik mistrzostw świata w 2009. W 2010 zajął 4. miejsce w biegu na 3000 metrów z przeszkodami podczas mistrzostw Europy, jednak brązowy medalista – Hiszpan José Luis Blanco został zdyskwalifikowany za doping i Luchianov został przesunięty na trzecie miejsce. Luchianov został tym samym pierwszym w historii Mołdawii medalistą czempionatu Starego Kontynentu. Wielokrotny medalista mistrzostw Mołdawii, mistrzostw krajów bałkańskich oraz reprezentant swojego kraju w pucharze Europy i drużynowym czempionacie Starego Kontynentu.
Rekord życiowy w biegu na 3000 m z przeszkodami: 8:18,97 (16 sierpnia 2008, Pekin) – rezultat ten jest rekordem Mołdawii. Luchianov ustanowił także rekord swojego kraju w kategorii juniorów w biegu na 5000 metrów (14:01,92 w 2000).

## Osiągnięcia
| Rok  | Impreza                                | Miejsce          | Konkurencja                   | Pozycja     | Wynik    |
| ---- | -------------------------------------- | ---------------- | ----------------------------- | ----------- | -------- |
| 1999 | Mistrzostwa Europy juniorów            | Ryga             | bieg na 3000 m z przeszkodami | 5. miejsce  | 8:50,76  |
| 2000 | II liga pucharu Europy                 | Kowno            | bieg na 1500 m                | 3. miejsce  | 3:49,94  |
| 2000 | Mistrzostwa świata juniorów            | Santiago         | bieg na 3000 m z przeszkodami | 11. miejsce | 9:16,32  |
| 2002 | II liga pucharu Europy                 | Belgrad          | bieg na 3000 m                | 3. miejsce  | 8:13,66  |
| 2002 | Mistrzostwa świata w półmaratonie      | Bruksela         | półmaraton                    | 90. miejsce | 68:11    |
| 2003 | Młodzieżowe mistrzostwa Europy         | Bydgoszcz        | bieg na 3000 m z przeszkodami | 6. miejsce  | 8:35,12  |
| 2003 | Uniwersjada                            | Daegu            | bieg na 3000 m z przeszkodami | 5. miejsce  | 8:43,25  |
| 2004 | II liga pucharu Europy                 | Nowy Sad         | bieg na 3000 m z przeszkodami | 1. miejsce  | 8:57,95  |
| 2004 | Igrzyska olimpijskie                   | Ateny            | bieg na 3000 m z przeszkodami | eliminacje  | 8:26,17  |
| 2005 | II liga pucharu Europy                 | Stambuł          | bieg na 1500 m                | 2. miejsce  | 3:51,42  |
| 2005 | Uniwersjada                            | Izmir            | bieg na 5000 m                | 9. miejsce  | 14:04,34 |
| 2005 | Uniwersjada                            | Izmir            | bieg na 3000 m z przeszkodami | 2. miejsce  | 8:30,66  |
| 2005 | Mistrzostwa świata                     | Helsinki         | bieg na 3000 m z przeszkodami | eliminacje  | 8:32,90  |
| 2006 | Mistrzostwa Europy                     | Göteborg         | bieg na 3000 m z przeszkodami | eliminacje  | 8:34,86  |
| 2007 | II liga pucharu Europy                 | Zenica           | bieg na 3000 m z przeszkodami | 2. miejsce  | 8:43,02  |
| 2007 | Uniwersjada                            | Bangkok          | bieg na 3000 m z przeszkodami | 3. miejsce  | 8:23,83  |
| 2008 | II liga pucharu Europy                 | Bańska Bystrzyca | bieg na 3000 m z przeszkodami | 1. miejsce  | 8:55:45  |
| 2008 | Igrzyska olimpijskie                   | Pekin            | bieg na 3000 m z przeszkodami | 12. miejsce | 8:27,82  |
| 2009 | III liga drużynowych mistrzostw Europy | Sarajewo         | bieg na 3000 m z przeszkodami | 1. miejsce  | 8:50,69  |
| 2009 | Uniwersjada                            | Belgrad          | bieg na 3000 m z przeszkodami | 1. miejsce  | 8:25,79  |
| 2009 | Mistrzostwa świata                     | Berlin           | bieg na 3000 m z przeszkodami | eliminacje  | 8:27,41  |
| 2010 | Halowe mistrzostwa świata              | Doha             | bieg na 3000 m                | eliminacje  | 8:15,91  |
| 2010 | Mistrzostwa Europy                     | Barcelona        | bieg na 3000 m z przeszkodami | 3. miejsce  | 8:19,64  |
| 2010 | Puchar interkontynentalny              | Split            | bieg na 3000 m z przeszkodami | 5. miejsce  | 8:22,86  |
| 2011 | III liga drużynowych mistrzostw Europy | Reykjavík        | bieg na 1500 m                | 1. miejsce  | 3:50,39  |
| 2011 | III liga drużynowych mistrzostw Europy | Reykjavík        | bieg na 3000 m z przeszkodami | 1. miejsce  | 8:54,70  |
| 2011 | Mistrzostwa świata                     | Daegu            | bieg na 3000 m z przeszkodami | 8. miejsce  | 8:19,69  |
| 2012 | Mistrzostwa Europy                     | Helsinki         | bieg na 3000 m z przeszkodami | 10. miejsce | 8:42,06  |
| 2012 | Igrzyska olimpijskie                   | Londyn           | bieg na 3000 m z przeszkodami | 10. miejsce | 8:28,15  |
| 2013 | Mistrzostwa świata                     | Moskwa           | bieg na 3000 m z przeszkodami | 10. miejsce | 8:19,99  |
| 2014 | Mistrzostwa Europy                     | Zurych           | bieg na 3000 m z przeszkodami | 5. miejsce  | 8:32,50  |
| 2014 | Puchar interkontynentalny              | Marrakesz        | bieg na 3000 m z przeszkodami | 6. miejsce  | 8:29,91  |